# Нязепетровский краностроительный завод
Литейно-механический завод, Нязепетровский филиал — предприятие в г. Нязепетровске. Ведёт своё начало от чугунолитейного и железоделательного завода основанного в 1747 г. П. И. Осокиным. С 1949 года начался современный краностроительный этап.
Сегодня ООО «ЛМЗ» выпускает широкую линейку крановой техники: верхнеповоротные безоголовочные башенные краны TDK с максимальной грузоподъемностью от 8 до 16 тонн, башенные краны SMK-10.200 с оголовком с максимальной грузоподъемностью до 10 тонн, быстромонтируемые краны с максимальной грузоподъемностью до 5 тонн (SMK-5.66, SMK-3.33), башенные краны повышенной грузоподъемности до 40 для крупного инфраструктурного строительства тонн (TDK-40.1100), портальные краны-погрузчики и козловые краны для промышленных предприятий, складских и терминальных комплексов.
В 2014 году было произведено 176 башенных кранов. Литейно-механический завод — единственный в России производитель быстромонтируемых кранов.
Литейно-механический завод входит состав группы компаний «Крановые технологии», со 2 июня 2015 года, продукция предприятия реализуется под брендом "GIRAFFE".

## История предприятия

### Металлургический завод
История ЛМЗ началась в далёком 1747 году, когда на Среднем Урале, на левом берегу реки Нязя, правого притока реки Уфы купцом Петром Осокиным был основан чугуноплавильный и железоделательный завод — впоследствии Нязепетровский металлургический завод. Вокруг завода постепенно вырос город Нязепетровск.
В годы гражданской войны завод был разрушен, его восстановление продолжалось до 1929 года. В 1930 году заводу было присвоено имя М. И. Калинина.
Во время Великой Отечественной войны рабочие завода героическим трудом ковали победу, коллективом предприятия выпущено более миллиона подводных мин и других боеприпасов, за что в 1943 году получил благодарность от Государственного Комитета Обороны СССР.
С окончанием войны в 1945 году завод специализируется на производстве строительных машин — камнедробилок, гравиемоек и пескомоек, гравиесортировочных машин, растворомешалок. Также здесь выпускались бетононасосы, ручные и приводные ножницы, протяжные станки для профилирования медных трубок.

### Нязепетровский завод строительных машин
С этого периода он называется — Нязепетровским Заводом Строительных Машин (НЗСМ).

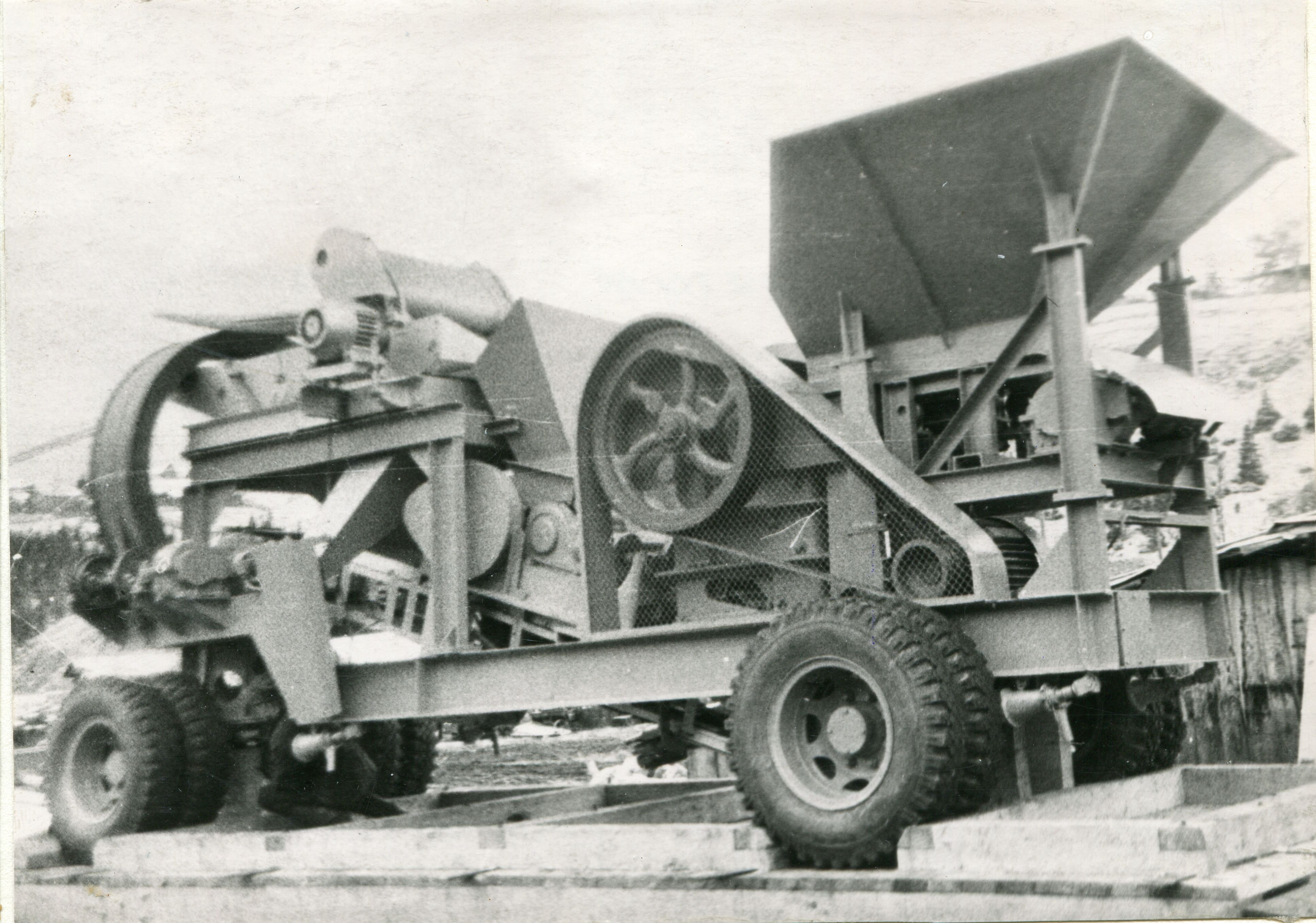
Передвижной дробильно - сортировочный агрегат С - 349 А

За большие трудовые успехи в годы войны Завод награждён Орденом Трудового Красного Знамени. В год своего 200-летнего юбилея, в 1947 году, НЗСМ получил от Челябинской ГРЭС энергетическую базу и стал расширяться и наращивать темпы производства. За период с 1947 года по 1965 год количество выпущенной продукции выросло в 8 раз.
Начиная с 1949 года для завода начался новый этап — «краностроительный», когда завод стал производить краны с индексом «Т» модели Т-73. В 1955 году на заводе начали выпускаться башенные полноповоротные самомонтирующиеся краны с электрическим приводом.
С 1967 года, основная специализация завода — производство башенных кранов (КБ-160.2 и КБ-160.4) и бетононасосов. Это дало возможность сконцентрировать усилия технических служб завода на вопросах оснащения, совершенствования производства и внедрении передовых технологий.
К началу 80-х на Нязепетровском Заводе Строительных Машин ежегодный выпуск составлял порядка 400 кранов или почти по одному крану в день.

### Перестройка и приватизация
Распад СССР, переход на рыночные рельсы тяжело ударил по всей строительной отрасли, в том числе и по производству кранов — резко упало производство, разрывались многолетние связи между заводами и предприятиями, отсутствовала государственная поддержка. В результате многие заводы были закрыты.
Завод был приватизирован, переименован в Нязепетровский Краностроительный Завод (НКСЗ), но в отличие от многих других, в тяжёлое время середины 90-х выжил и избежал банкротства.

### Современная история
В 2001-2003 годах завод прошёл процедуру банкротства. Был налажен выпуск башенных кранов КБ-408.21 и КБ-403Б, кран-погрузчик КБ-578.
В 2006 году завод успешно прошёл сертификацию по системе качества ГОСТ Р ИСО 9001:2001.
Завод уверенно завоёвывает российский рынок башенных кранов, в 2007 году было выпущено 252 единицы техники, что составило 47,5% отечественного производства производства башенных кранов.
В 2009 году в связи с кризисом российской экономики производство башенных кранов на НКСЗ было практически остановлено.
В феврале 2010 года состоялось заключительное слушание в суде по делу о банкротстве ОАО "НКСЗ". Все активы компании, в том числе территория и оборудование завода, были выкуплены ООО "Литейно-механический завод".
В том же году были освоены и запущены в серийное производство безоголовочный верхнеповоротный башенный кран TDK-10.215 (КБ-586) и первый российский быстромонтируемый башенный кран SMK-5.66 (КБ-314), предназначенный для малоэтажного строительства.
В 2011 году Литейно-механический завод наладил выпуск кранов-погрузчиков TDKP-10.300 (КБ-586П). На выставке "Строительная техника и технологии 2011" в Москве был представлен кран TDK-10.215 в полном сборе.
В 2012 году в серийное производство были запущены в серийное производство верхнеповоротный безоголовочный кран TDK-8.155 (КБ-477) и быстромонтируемый башенный кран SMK-3.33 (КБ-236).
В 2015 году группа компаний "Крановые технологии" представила на выставке "Строительная техника и технологии 2015" новый бренд GIRAFFE, под которым стали выпускаться краны производства Литейно-механического завода.

## Деятельность

### Продукция
В связи с выходом на международный рынок, продукция компании стала маркироваться не стандартными индексами КБ-xx, а буквами латинского алфавита. Серия SMK включает в себя полноповоротные башенные краны с оголовком, в том числе и быстромонтируемые башенные краны; серия TDK представлена верхнеповоротными башенными кранами без оголовка. Первые 2 цифры после буквенного обозначения типа крана обозначают максимальную грузоподъёмность крана, цифры, идущие после точки обозначают максимальный грузовой момент крана. Так TDK-10.215 маркируется верхнеповоротный башенный кран с максимальной грузоподъёмностью 10 тонн и грузовым моментом 215 тм.

#### В настоящий момент на предприятии налажен выпуск
Верхнеповоротных башенных кранов без оголовка:
TDK-8.180

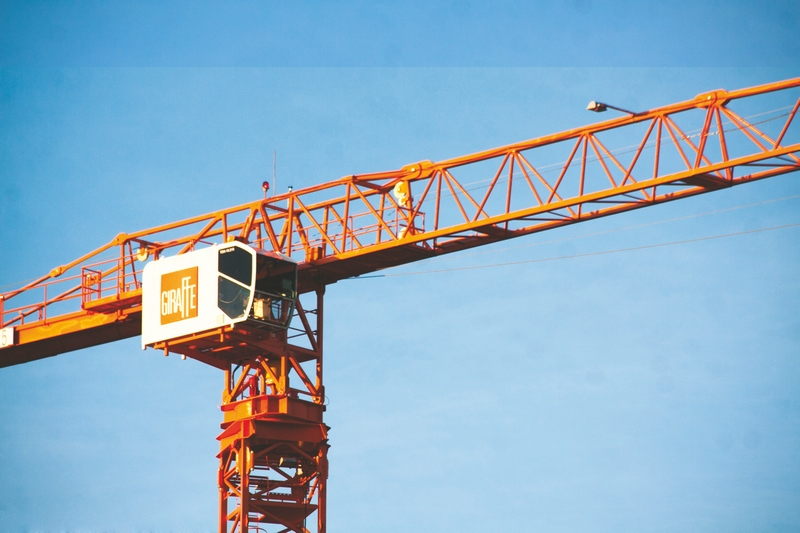
Верхнеповоротный башенный кран TDK-10.215

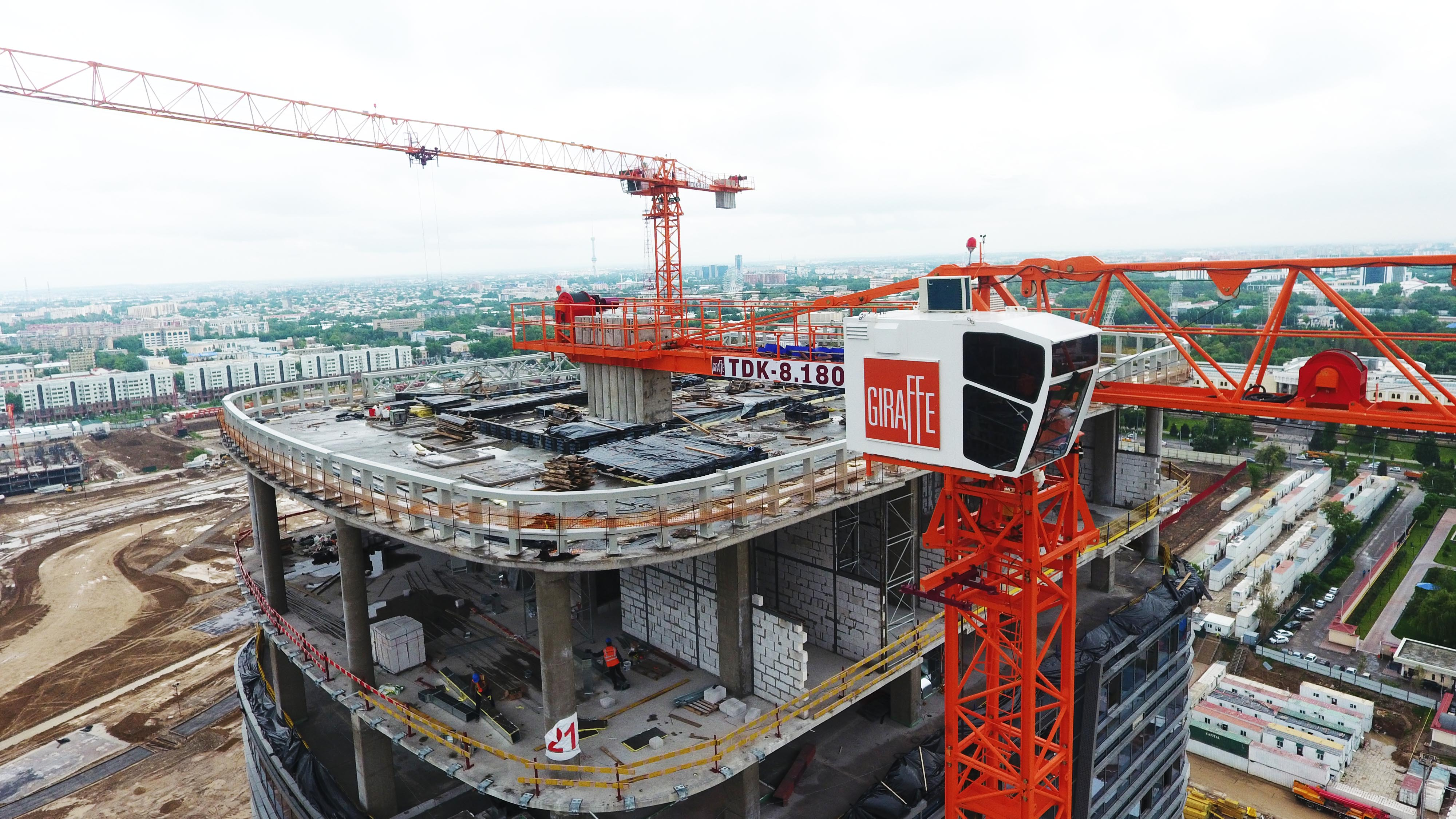
Верхнеповоротный башенный кран TDK-8.180

TDK-8.180 является строительным стационарным приставным безоголовочным крюковым электрическим краном с неповоротной башней и полноповоротной балочной стрелой, снабжённой грузовой тележкой. Данный кран предназначен для механизации строительно-монтажных работ при возведении жилых, гражданских и промышленных зданий и сооружений повышенной этажности с массой монтируемых элементов до 8 т. Стрела крана имеет семь исполнений от 30 до 60 метров. Грузоподъёмность при максимальном вылете 1,65 т, максимальная высота подъёма свободностоящего крана 49 м.
TDK-10.180
Безоголовочный башенный кран TDK-10.180 разработан при участии ведущего инжинирингового бюро Европы и европейской сертификационной организации по вопросам безопасности и надежности проектируемых конструкций. TDK-10.180 ─ универсальный полноповоротный кран с максимальной грузоподъемностью 10 тонн. Максимальный вылет стрелы 60 м, грузоподъёмность при максимальном вылете 1,65 т, максимальная высота подъёма свободностоящего крана 65 м.
TDK-10.215
Башенный кран TDK-10.215 предназначен для механизации строительно-монтажных работ при возведении жилых, гражданских и промышленных зданий и сооружений повышенной этажности с массой монтируемых элементов до 10 т. Максимальный вылет стрелы 65 м, грузоподъёмность при максимальном вылете 2,2 т, максимальная высота подъёма свободностоящего крана 74,9 м.
TDK-12.300

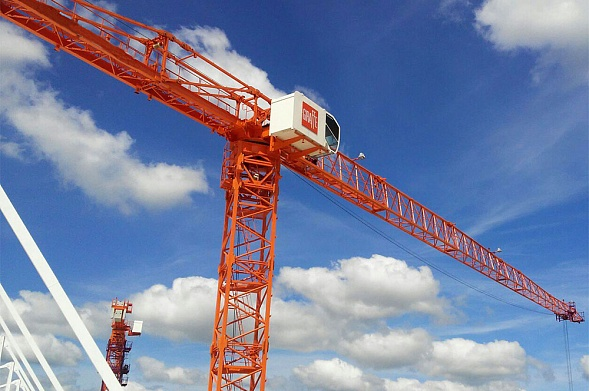
Верхнеповоротный башенный кран TDK-16.300

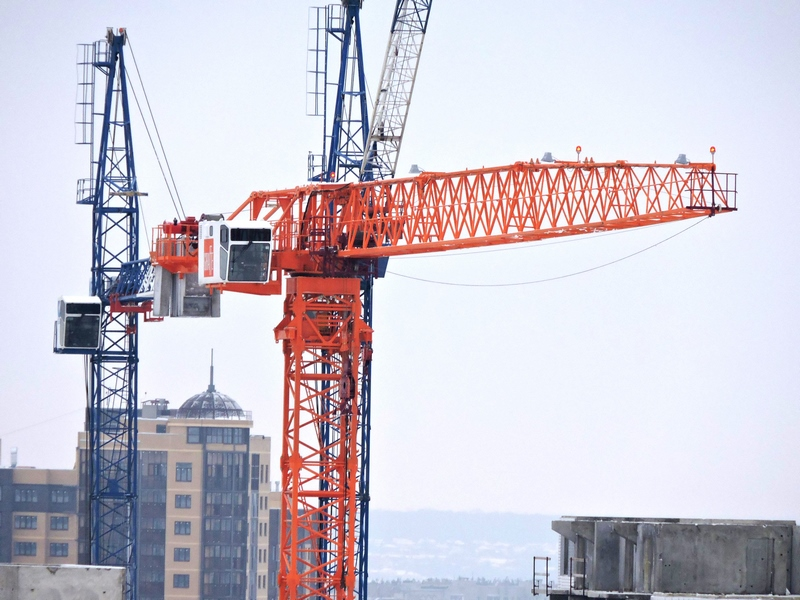
Верхнеповоротный башенный кран TDK-12.300

TDK-12.300 является строительным стационарно приставным безоголовочным, крюковым, электрическим краном с неповоротной башней и поворотной стрелой. Максимальная грузоподъемность крана TDK-12.300 составляет 12 т. Грузоподъемность крана на конце стрелы 3 т. Высота свободностоящего крана 80 м, Максимальный вылет стрелы 70 м
TDK-16.300
Безоголовочный башенный кран TDK-16.300 предназначен для механизации строительно-монтажных работ при возведении жилых, гражданских и промышленных зданий и сооружений. Максимальная грузоподъемность крана TDK-16.300 составляет 16 т. Грузоподъемность крана на конце стрелы 3 т. Высота свободностоящего крана 80 м, Максимальный вылет стрелы 70 м.
TDK-40.1100

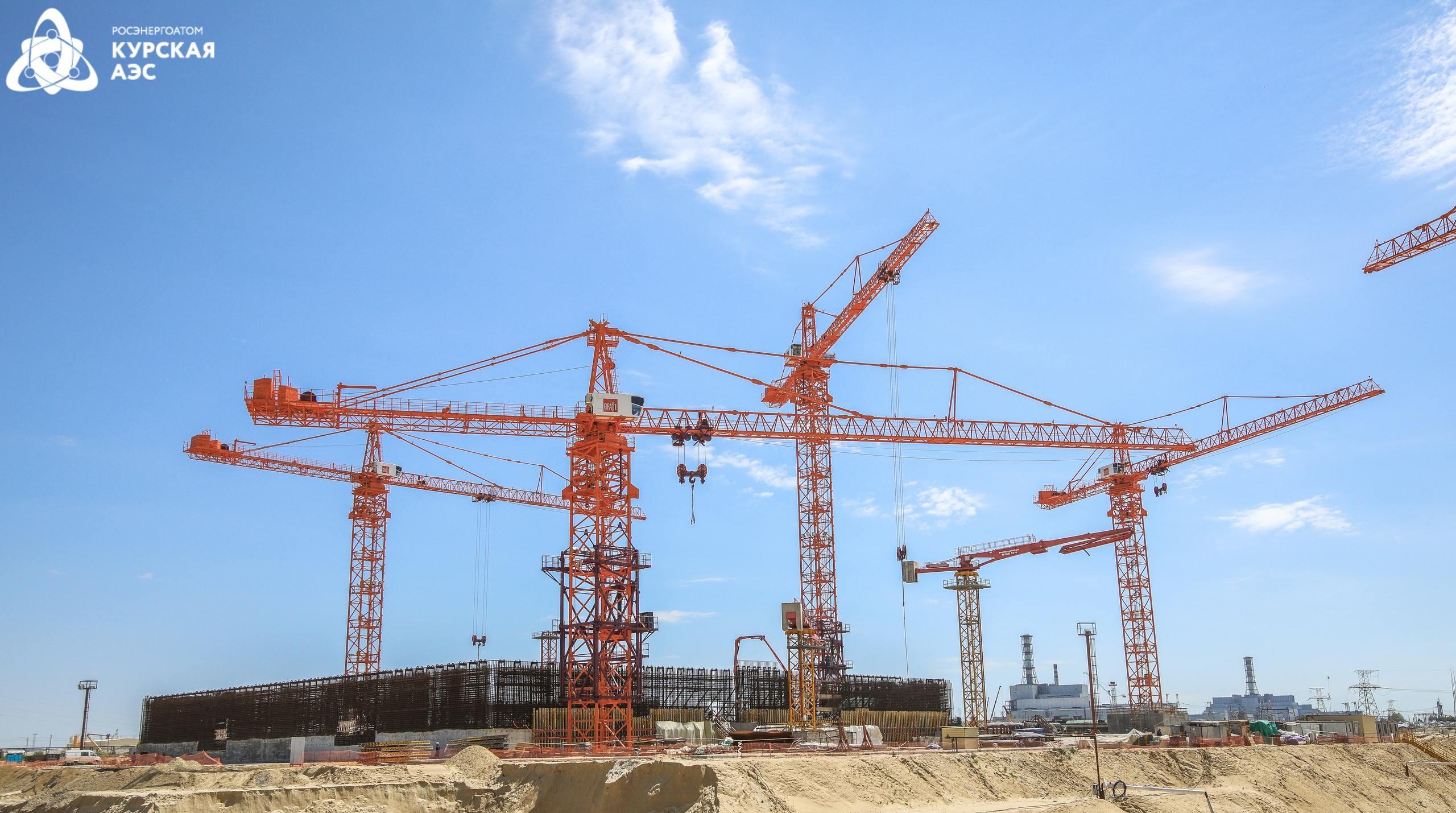
GIRAFFE TDK-40.1100

TDK-40.1100 – башенный кран оголовочной конструкции с многосекционной балочной стрелой предназначенный для механизации монтажных и погрузочных работ при строительстве промышленных объектов. Новый кран с максимальной грузоподъёмностью 40 тонн разрабатывался специально для строительства крупных промышленных объектов, в особенности АЭС. Максимальная высота подъема свободностоящего крана достигает 91,6м, предусмотрена возможность установки крана анкерное основание. Грузоподъёмные характеристики крана также поражают: на максимальном вылете 80 метров кран сможет поднимать до 12 тонн.
Нижнеповоротных башенных кранов с оголовком:
SMK-10.180

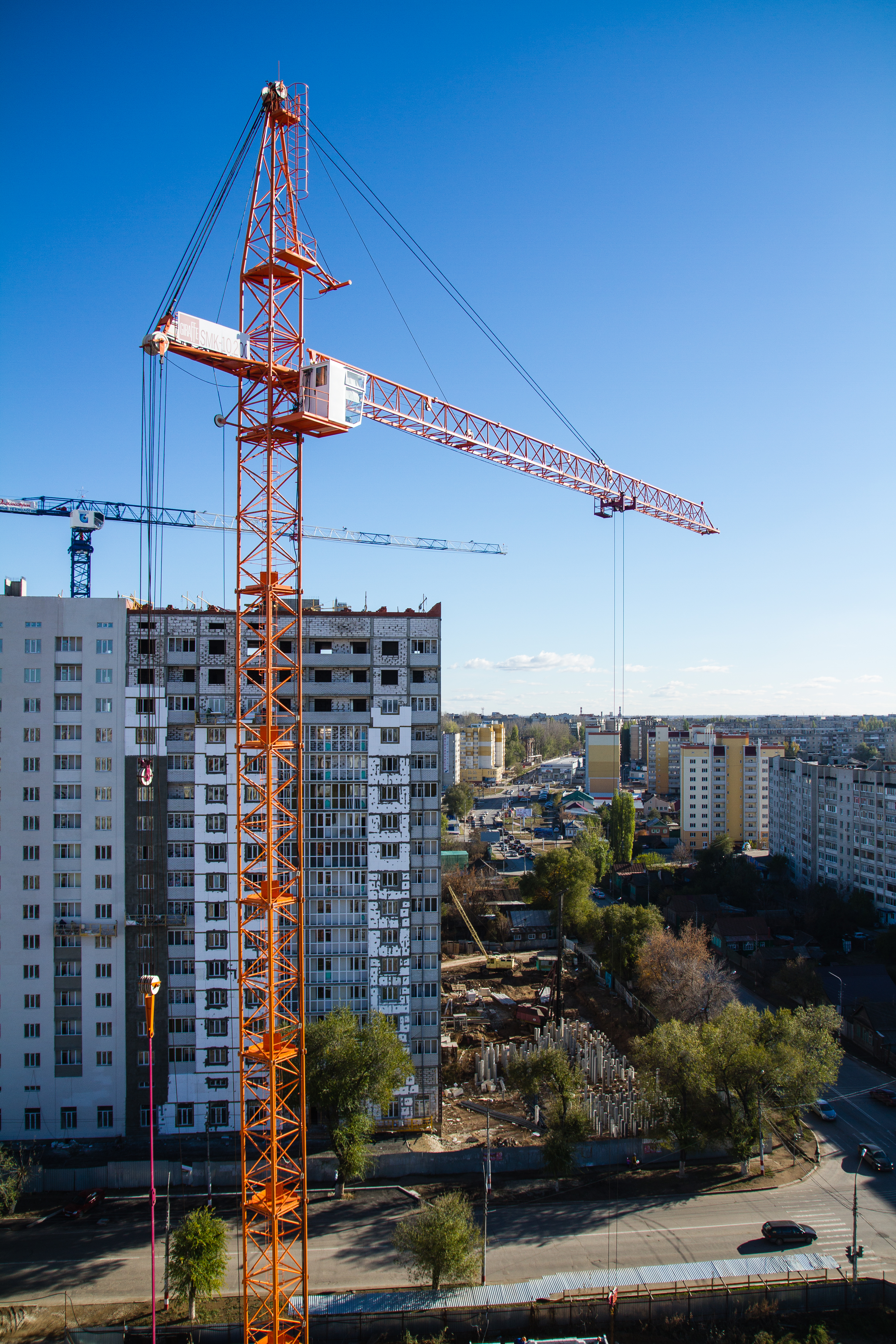
Нижнеповоротный башенный кран SMK-10.200

Кран создан на базе КБ-408.21. Максимальная грузоподъёмность 10 т, максимальный вылет стрелы 40 м, грузоподъёмность при максимальном вылете 3 т, максимальная высота подъёма 56,5 м. 
SMK-10.200

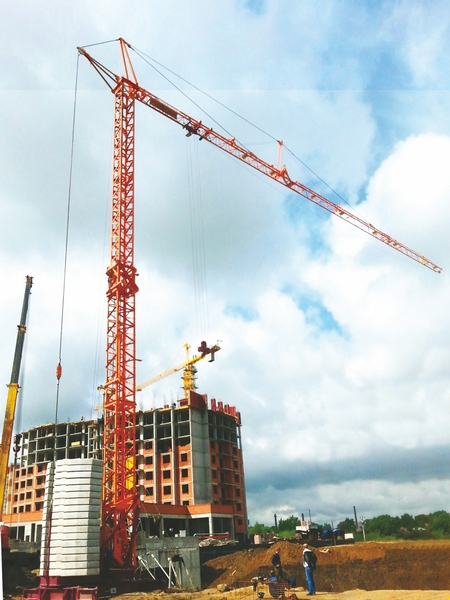
Быстромонтируемый башенный кран SMK-5.66

Рельсовый кран предназначен для механизации строительных и монтажных работ в жилищном и гражданском строительстве сооружений высотой до 72,7 метров с массой монтируемых элементов до 10 тонн. Модель башенного рельсового крана КБ-408.21 является строительным передвижным полноповоротным краном на рельсовом ходу с поворотной башней и балочной стрелой с грузовой тележкой, обеспечивающей вертикальную и горизонтальную транспортировку строительных деталей и материалов. Максимальный вылет стрелы 40 м.
Быстромонтируемых башенных кранов:
SMK-5.66
Кран предназначен для эффективного и оперативного выполнения грузоподъемных операций при строительстве объектов малой этажности (логистические и торговые центры, коттеджные посёлки, спортивные сооружения и т. д.), а также в городах в условиях стеснённой застройки и ограниченного пространства. Максимальная грузоподъёмность 5 т, максимальный вылет стрелы 43 м, грузоподъёмность при максимальном вылете 1,65 т, максимальная высота подъёма 27 м.
SMK-3.33
Кран предназначен для эффективного и оперативного выполнения грузоподъемных операций в условиях мегаполиса и малоэтажного строительства (логистические и торговые центры, коттеджные поселки, спортивные сооружения и т. д.). Управление осуществляется с выносного кабельного пульта или с помощью радиоуправления. Максимальная грузоподъёмность 3 т, максимальный вылет стрелы 25 м, грузоподъёмность при максимальном вылете 1,0 т, максимальная высота подъёма 17 м.
Кранов-погрузчиков:
TDKZ-10.160

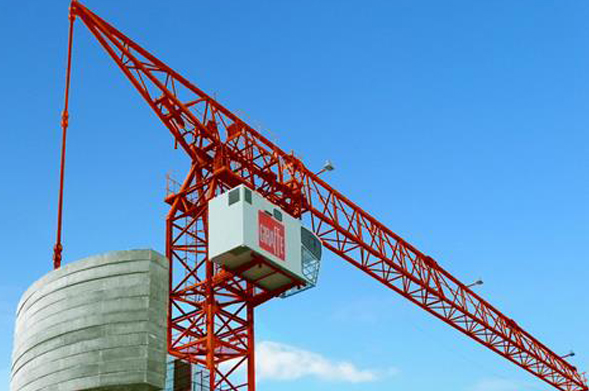
Кран-погрузчик TDKZ-10.160

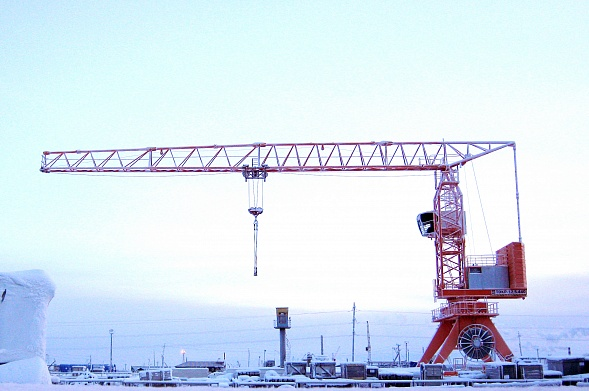
Кран-погрузчик TDKP-12.5.440

Кран GIRAFFE TDKZ-10.160 предназначен для механизации погрузочно-разгрузочных работ при обслуживании складов и полигонов, строительства малоэтажных жилых зданий и промышленных сооружений. Максимальная грузоподъёмность составляет 10 тонн. Максимальный вылет стрелы 30 м. Максимальная высота подъема 13 м.
TDKP-10.300
Портальный кран-погрузчик TDKP-10.З00 является передвижным рельсовым полноповоротным краном с неповоротной башней и балочной стрелой. Основанием крана является портал, установленный на ходовые тележки.Кран-погрузчик TDKP-10.З00 предназначен для механизации погрузочно-разгрузочных работ при обслуживании складов и полигонов. Максимальная грузоподъёмность 10 т, максимальный вылет стрелы 30 м, грузоподъёмность при максимальном вылете 10,0 т, максимальная высота подъёма 23,8 м.
TDKP-12.5.440
Кран-погрузчик TDKP-12,5.440, является передвижным рельсовым краном с полноповоротной башней. Основанием крана является портал, установленный на ходовые тележки. Портал имеет П-образную конструкцию, что позволяет обеспечить проезд под краном подвижного железнодорожного состава. Максимальная грузоподъемность 12,5 т. Максимальный вылет стрелы 45 м. Максимальная высота подъема 15 м.
В группе компаний GIRAFFE налажен выпуск козловых, мостовых кранов, мачтовых деррик-кранов.
В рамках группы компаний "Крановые технологии" оказывается полный спектр услуг: транспортировка продукции автомобильным, ж/д или водным транспортом, монтаж, шеф-монтаж, сервисное и техническое обслуживание, предоставляются услуги аренды техники, на регулярной основе проводятся курсы обучения машинистов башенного крана работе с системой управления кранами. Организованы ежегодные конкурсы профессионального мастерства среди машинистов башенного крана.

### Объекты
Башенные краны производства Литейно-механического завода применялись при строительстве:
Стадиона Казань Арена к летней универсиаде;
Объектов Спецстроя России;

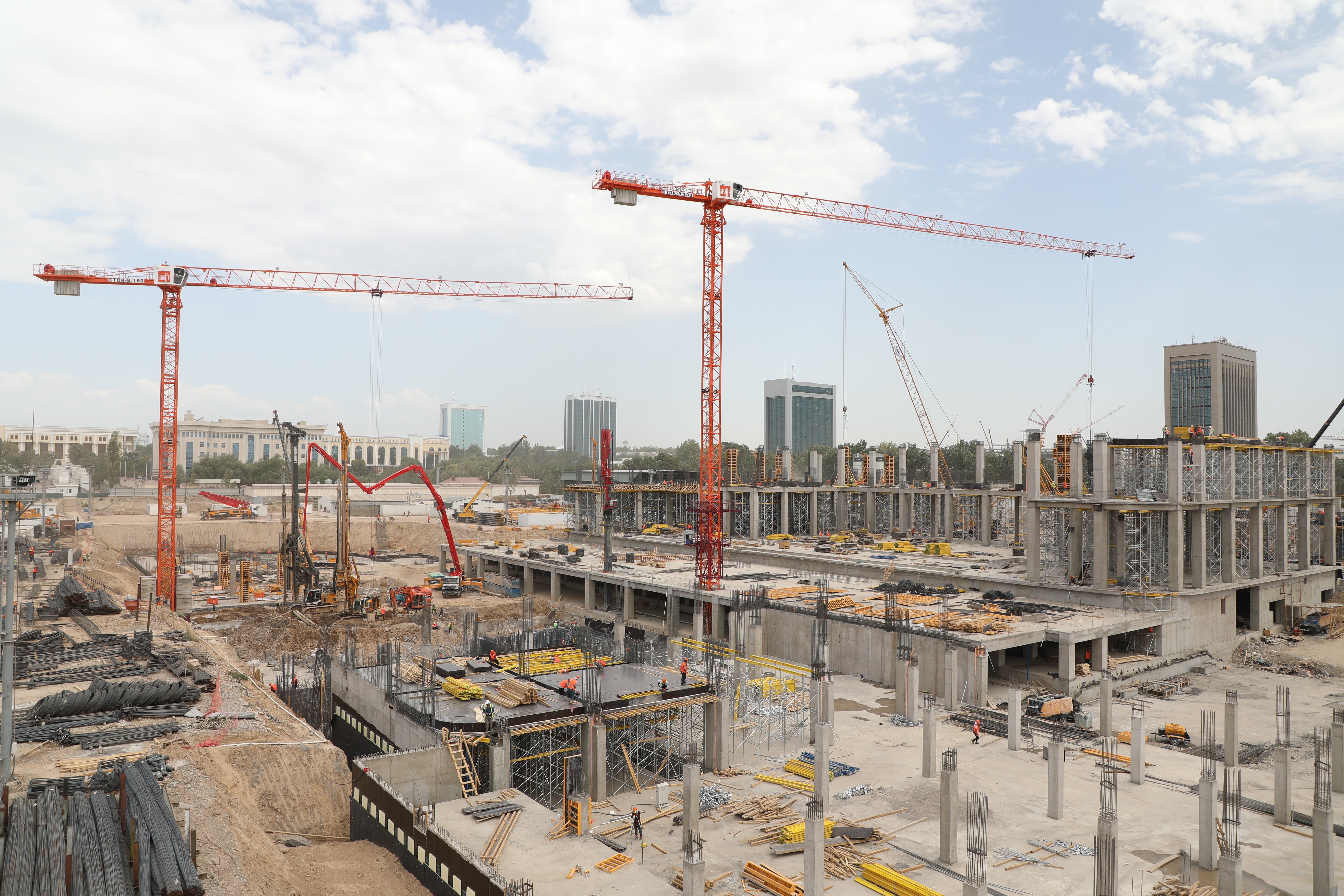
GIRAFFE на строительных объектах в Узбекистане

Стадионов к Чемпионату мира по футболу 2018 года.
Объекты Курской АЭС-2

### Экспорт
Продукция НЗСМ поставлялась не только на промышленные и гражданские стройки СССР — краны также поставлялись и использовались в более чем 20 странах мира.
В настоящее время краны производства  Литейно-механического завода, входящего в группу GIRAFFE, поставляются не только на объекты в различных регионах России, но и за рубеж в Узбекистан, (поставлено более 50-ти единиц) Казахстан, Азербайджан.